# Ipomoea hederifolia
Ipomoea hederifolia är en vindeväxtart som beskrevs av Carl von Linné. Ipomoea hederifolia ingår i släktet praktvindor, och familjen vindeväxter. Inga underarter finns listade i Catalogue of Life.

## Bildgalleri

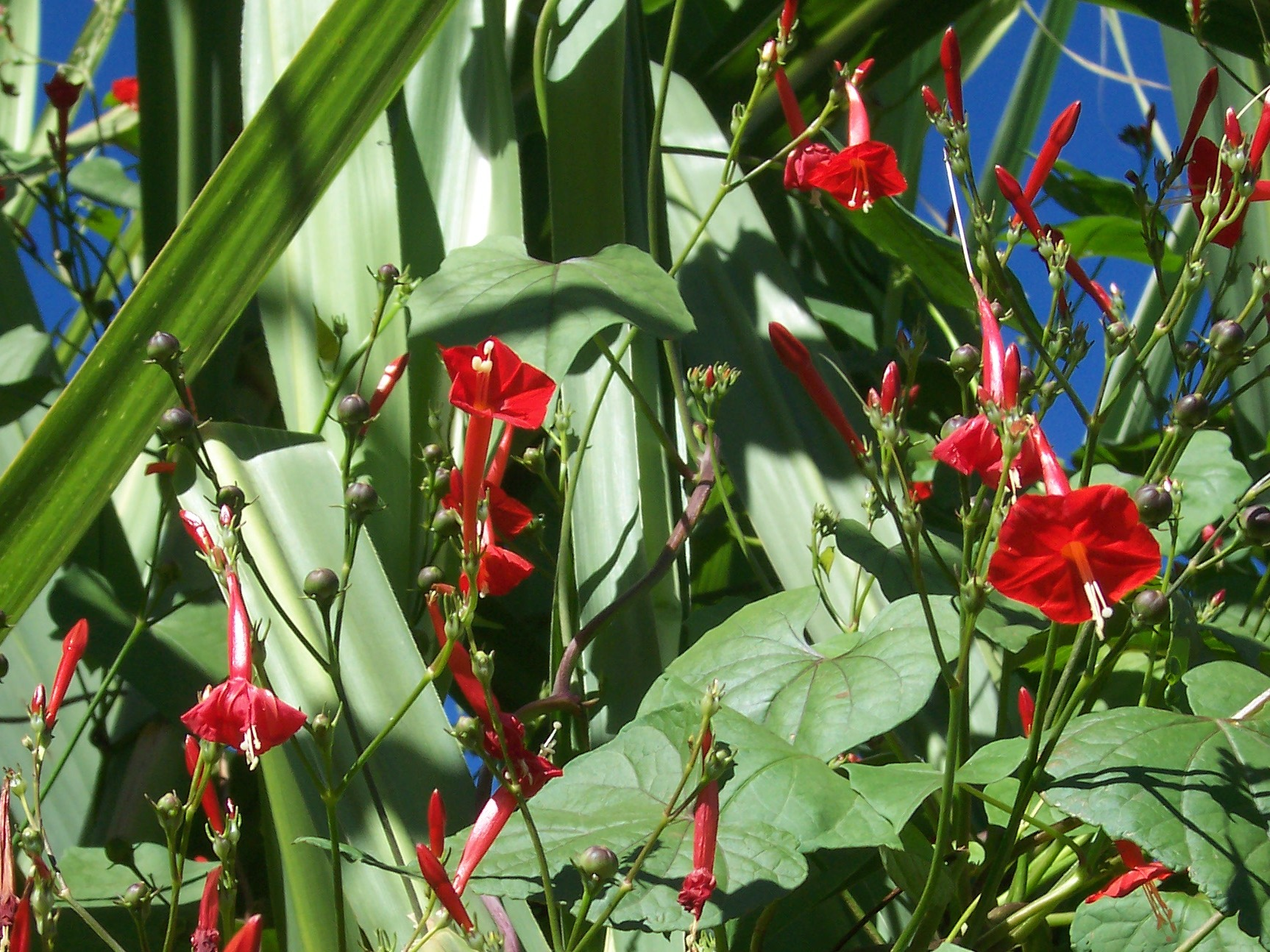
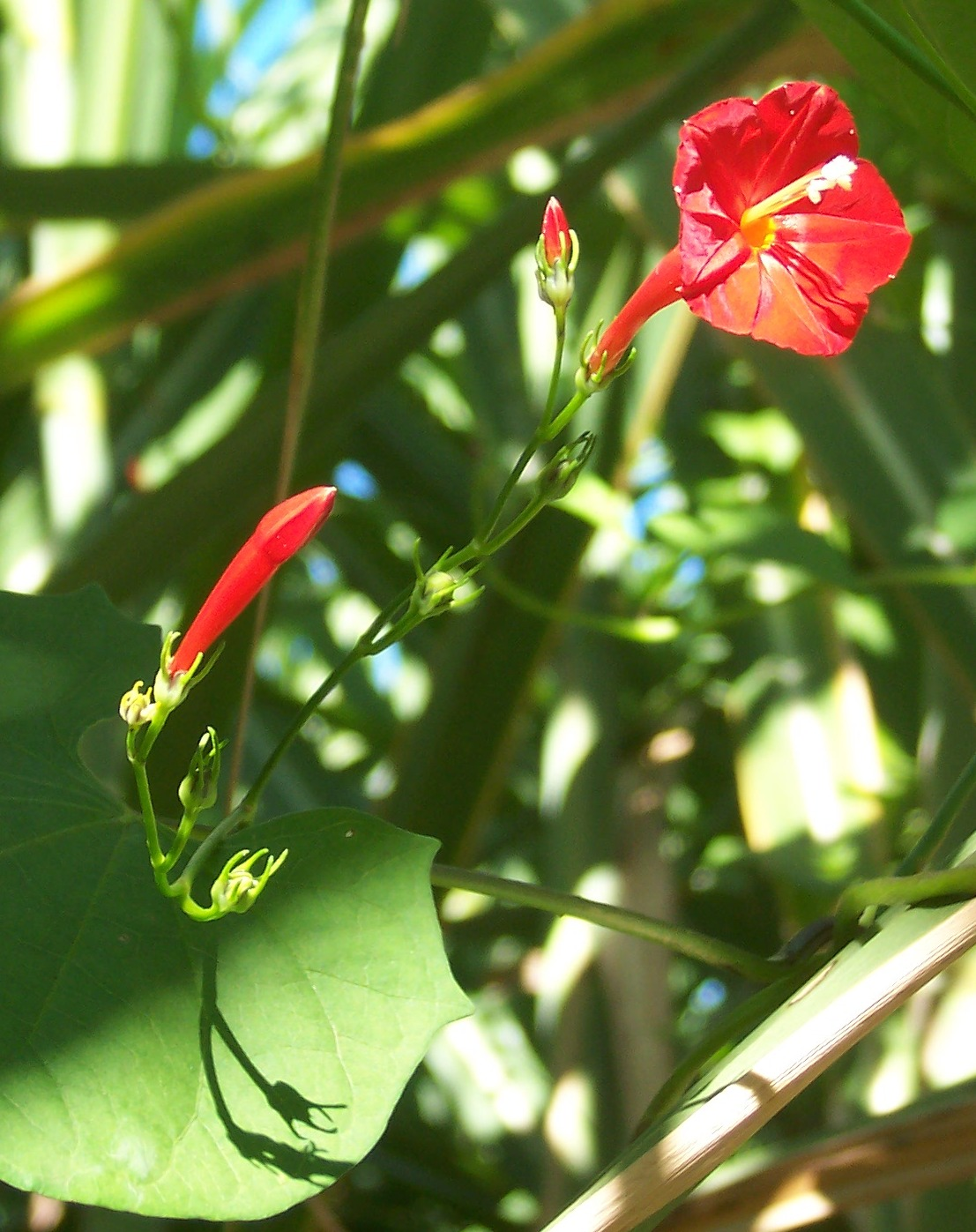
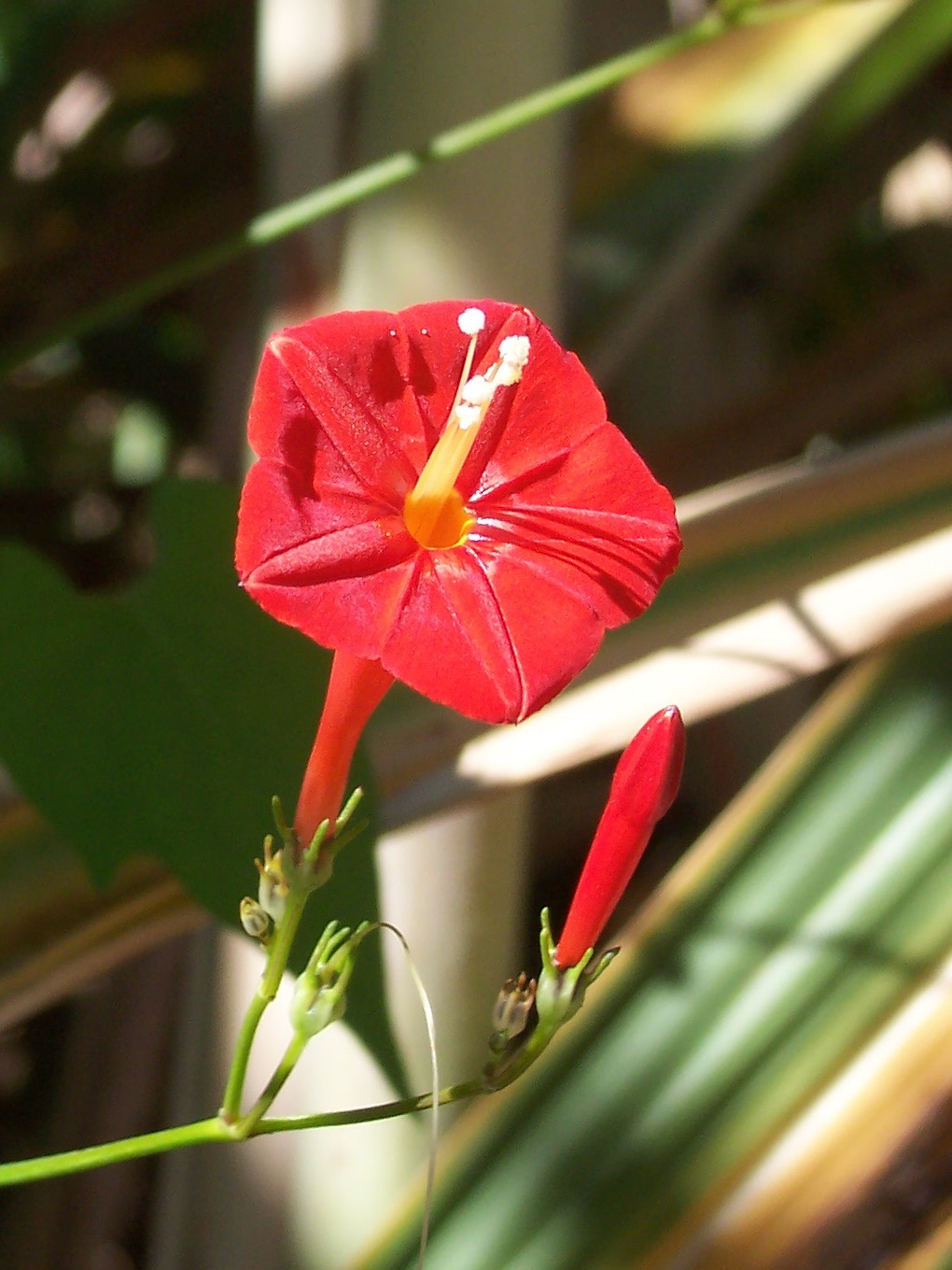
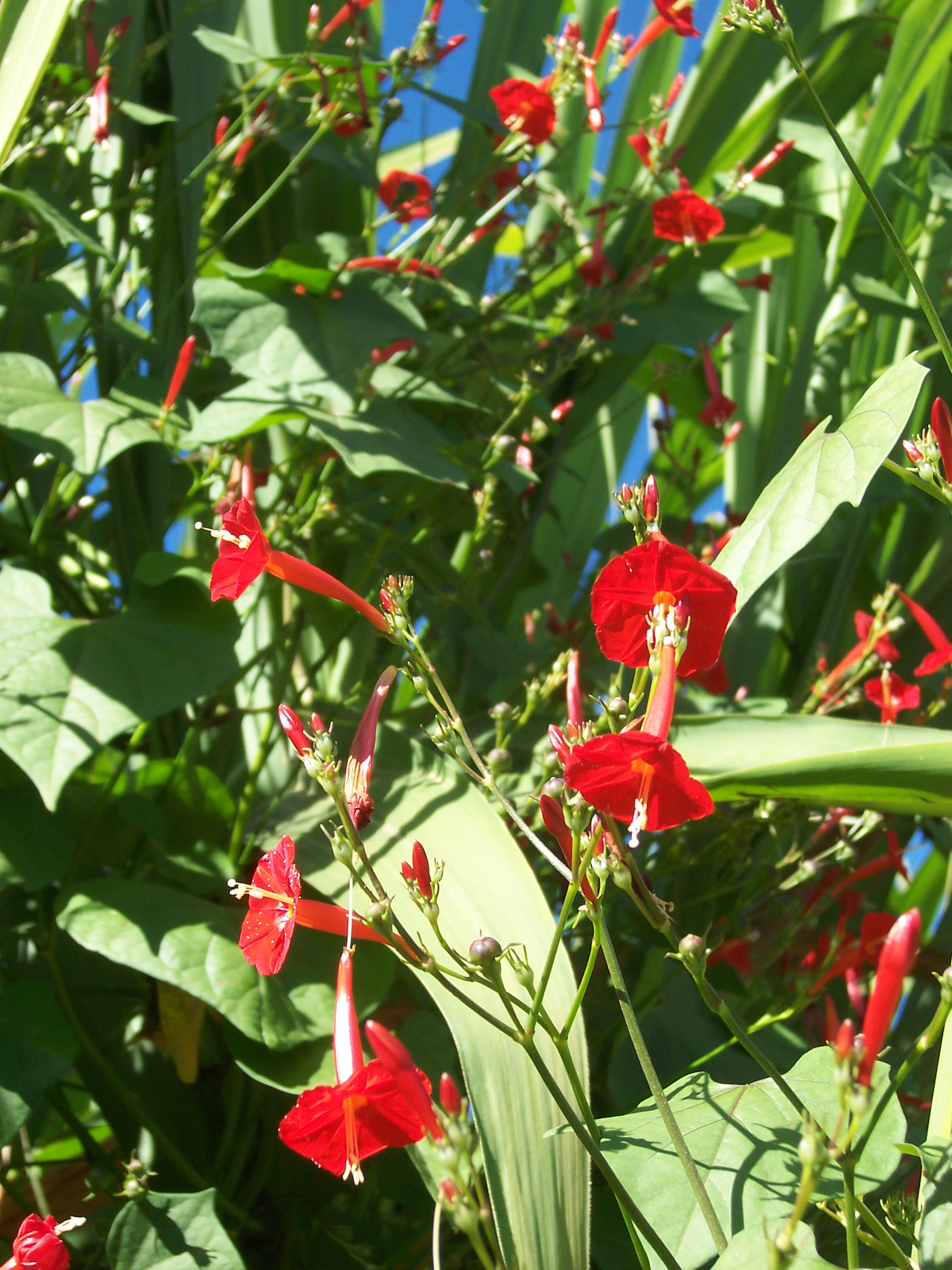
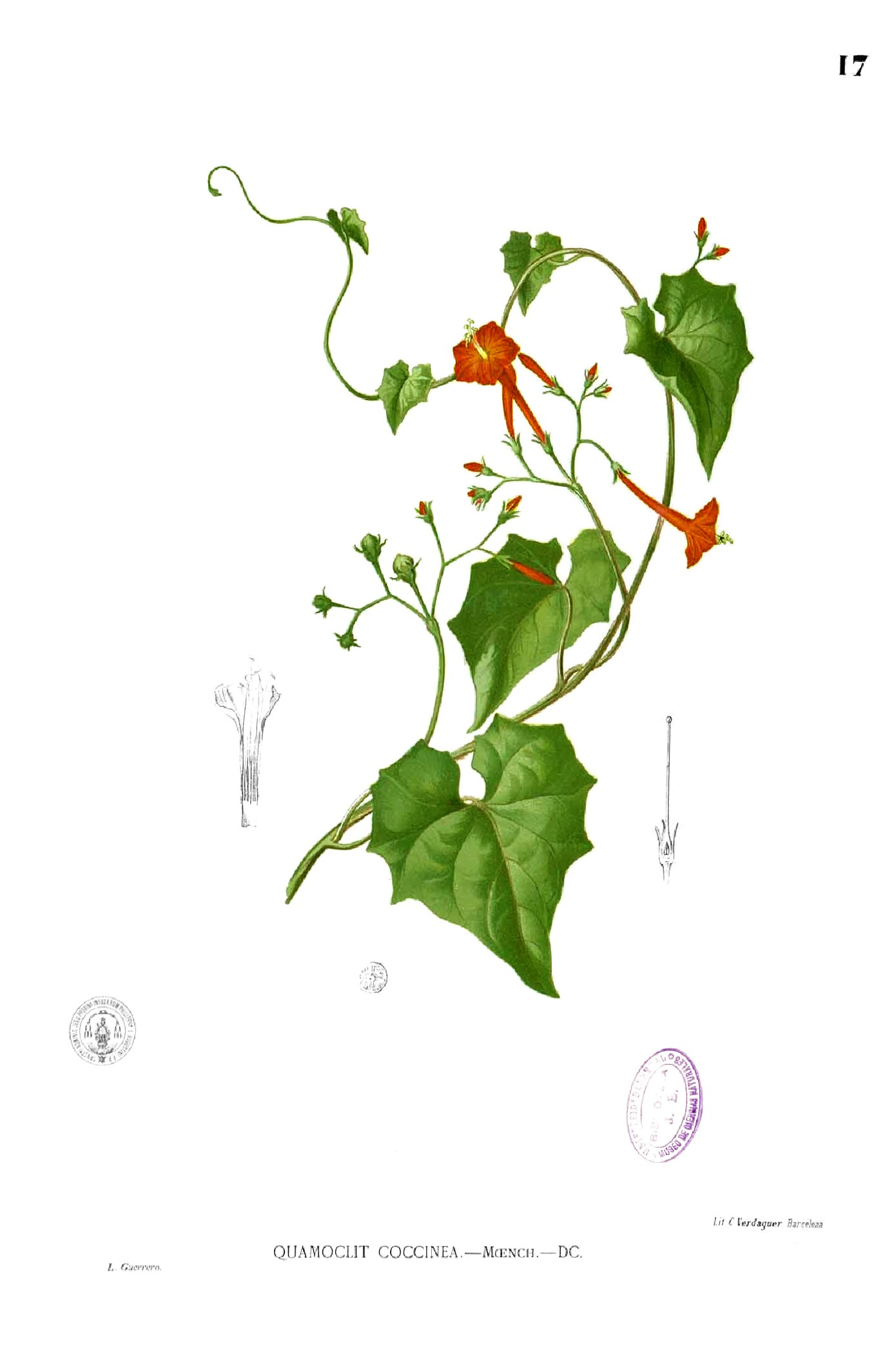
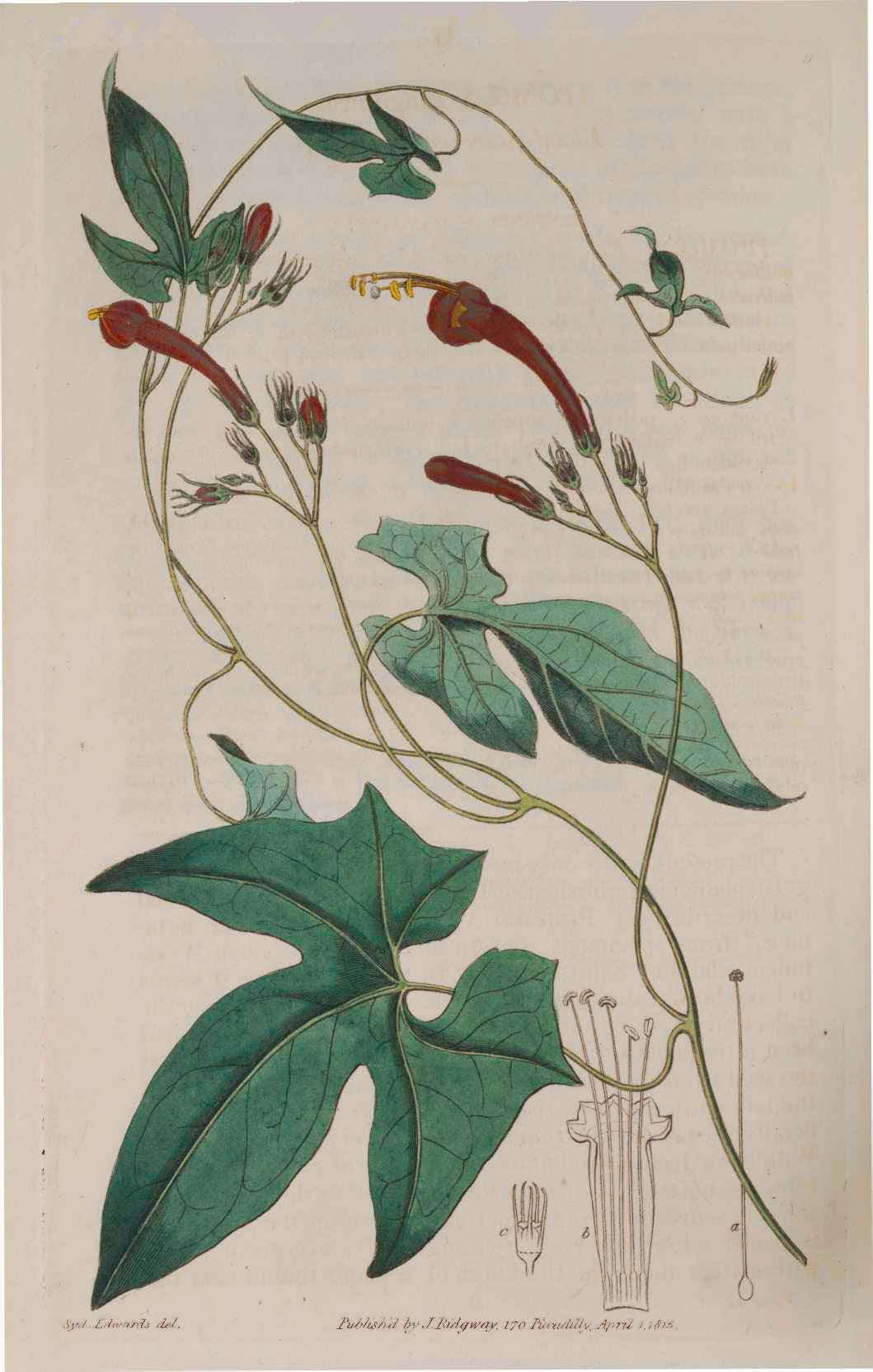